# 쌍검무
"쌍검무"는 1963년 공개된 대한민국의 영화이다.

## 배역
- 신영균
- 김명희
- 한미자
- 최무룡